# Vuelo 670 de Atlantic Airways
El vuelo 670 de Atlantic Airways fue un accidente luego de un desbordamiento de pista de un British Aerospace 146-200A a las 07:32 el 10 de octubre de 2006 en el aeropuerto de Stord, Sørstokken, Noruega. Los spoilers del avión no se desplegaron, lo que provocó un frenado ineficiente. El avión de Atlantic Airways cayó a baja velocidad por el empinado acantilado al final de la pista y estalló en llamas, matando a cuatro de las dieciséis personas a bordo.

## Avión

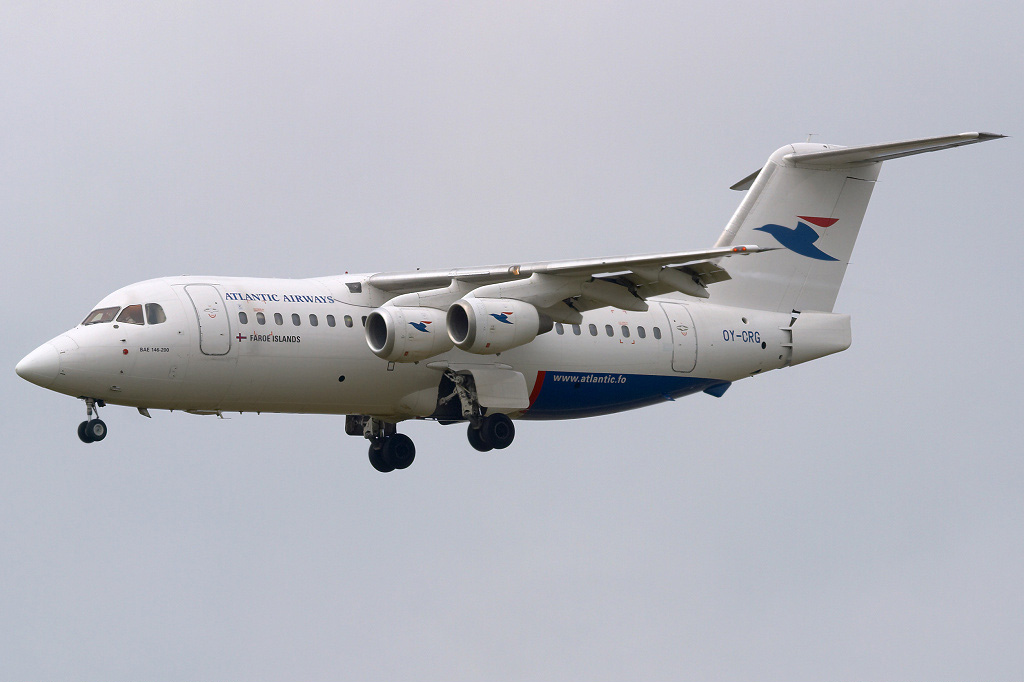
La aeronave involucrada en el accidente, vista en el aeropuerto de Copenhague en julio de 2004.

El avión era un British Aerospace 146-200 (BAe 146), número de serie E2075, registrado OY-CRG, volado por primera vez en 1987 y vendido originalmente a Pacific Southwest Airlines, en los Estados Unidos. Seis meses después se vendió a Atlantic Airways como el primero de este tipo en su flota. La última inspección se realizó el 25 de septiembre de 2006, 2 semanas antes del accidente. En el momento del accidente, el avión había volado más de 30,000 horas y alrededor de 22,000 ciclos. 
El BAe 146 es un avión diseñado específicamente para operaciones de pista corta. Equipado con cuatro motores de turbofan con engranaje Avco Lycoming ALF502R-5, el avión está diseñado para aterrizajes planos, donde los trenes de aterrizaje principal y de nariz golpean la pista casi simultáneamente. Tiene potentes frenos de ruedas y frenos de aire, con grandes alerones para volcar el elevador inmediatamente al aterrizar, pero carece de inversores de empuje.

## Vuelo
El vuelo 670 era un vuelo regular de regreso por la mañana para Aker Kværner para transportar a sus empleados desde el aeropuerto de Stavanger, Sola y el aeropuerto de Stord, Sørstokken al aeropuerto de Molde, Årø, el 10 de octubre de 2006. El avión había aterrizado en Sola a las 23:30 el día anterior y se realizó una inspección programada de 48 horas de vuelo durante la noche y se completó a las 05:00. El vuelo salió de Sola a las 07:15, justo después del horario, con doce pasajeros y una tripulación de cuatro. El piloto al mando, Niklas Djurhuus, de 34 años, volaba como piloto (PF), mientras que el primer oficial, Jakob Evald, de 38 años, supervisaba el piloto (PM).Los pilotos habían volado como pasajeros en un vuelo de Atlantic Airways a Stavanger la noche anterior. El comandante había llevado a cabo veintiún aterrizajes en Sørstokken anteriormente. El clima se informó como una velocidad del viento de 3 metros por segundo (5.8 kn), algunas nubes a 750 metros (2.500 pies) de altitud, visibilidad superior a 10 kilómetros (6 millas) y presión de aire (QNH) de 1.021 hectopascales (14,81 psi).
El vuelo 670 contactó con Flesland Approach a las 07:23, indicando que aterrizarían en la pista 15 y que realizarían una aproximación visual. La aproximación de Flesland autorizó a la aeronave a descender a 1.200 metros (4.000 pies) a las 07:24. La aeronave abandonó el espacio aéreo controlado a las 07:27 h, momento en el que el servicio de información de vuelo del aeródromo (AFIS) de Sørstokken tuvo visibilidad visual de la aeronave. Los pilotos decidieron aterrizar en la pista 33 ya que les daría una aproximación más rápida. Los flaps se extendieron a 33 grados a las 07:31:12, reduciendo la velocidad respecto al suelo de 150 a 130 nudos (280 a 240 km/h; 170 a 150 mph). Los pilotos apuntaron a una velocidad respecto al suelo de 112 nudos (207 km/h; 129 mph) en el aterrizaje y fueron guiados por elindicador de trayectoria de aproximación de precisión. Al pasar el umbral, la aeronave tenía una velocidad ligeramente alta, a 120 nudos (220 km/h; 140 mph). La aeronave aterrizó a las 07:32:14, unos metros más allá del punto ideal de aterrizaje, en un aterrizaje suave. 

## Accidente
El primer oficial ordenó el armado de los spoilers un segundo después del aterrizaje, y el comandante los armó medio segundo después. Dos segundos después, el copiloto dijo "sin spoilers" porque la luz indicadora de spoilers no se había encendido. Luego verificó la presión hidráulica y que el interruptor estaba ajustado correctamente. Mientras tanto, el comandante había cambiado las palancas de empuje de ralentí de vuelo a ralentí de tierra, y seis segundos después del aterrizaje activó los frenos de las ruedas. Desde 12,8 segundos después del aterrizaje, se pueden escuchar varios chirridos de los neumáticos. El frenado se produjo nominalmente hasta la mitad de la pista. A partir de este punto los pilotos informaron que no se produjo el retardo nominal. El comandante intentó usar los pedales de freno para aplicar un frenado completo, sin efecto. Luego movió la palanca del freno de verde a amarillo y posteriormente el freno de emergencia, desconectando el antibloqueo. Los testigos observaron humo y aerosoles emitidos desde el tren de aterrizaje. 
Para entonces, la aeronave no tenía suficiente velocidad para abortar el aterrizaje. Consciente de que la aeronave muy probablemente se adelantaría, el comandante optó por no desviarla hacia la izquierda donde había una fuerte bajada, ni hacia la derecha donde había rocas. Como último recurso, el comandante intentó reducir la velocidad derrapando la aeronave, primero girándola hacia la derecha y luego abruptamente hacia la izquierda. La aeronave invadió la pista 22,8 segundos después del aterrizaje, a las 07:32:37. Al mismo tiempo, AFIS activó la alarma de colisión. La aeronave se salió de la pista en un ángulo de cuarenta y cinco grados, aproximadamente al noroeste.

## Investigación
La investigación estuvo a cargo de la Junta de Investigación de Accidentes de Noruega (AIBN), que llegó en helicóptero al lugar a las 13:08. Tres personas filmaron el accidente, de las cuales una fue especialmente útil: 13 segundos después de que la aeronave abandonó la pista y 21 minutos posteriores fue filmada por un testigo en Stokksundet, a 1,5 kilómetros (1 milla) del lugar del impacto. Vendió la cinta a TV 2, que posteriormente entregó el video a AIBN. Los investigadores concluyeron que la pista estaba húmeda cuando llegaron, pero no pudieron concluir si estaba mojada en el momento del accidente. Fue casi imposible llevar a cabo una investigación significativa del fuselaje debido al daño por calor, aunque se pudo investigar el tren de aterrizaje izquierdo desprendido. 
La comisión cartografió todas las marcas de derrape en la pista. Las primeras marcas de derrape encontradas por OY-CRG estaban a 945 metros (3100 pies) más allá del umbral de la pista 33. La aeronave también dejó restos de llantas de goma. Inicialmente siguiendo la línea central, se encontró que la aeronave se desplazó hacia la derecha después de 1140 metros (3740 pies) y luego cambió de dirección después de 1206 metros (3957 pies). Desde 1.274 metros (4.180 pies) la aeronave patinaba hacia la izquierda, alcanzando gradualmente un ángulo de veinticinco grados, en ese momento se salió de la pista a 1.465 metros (4.806 pies). 
El registrador de datos de vuelo se recuperó pero sufrió daños sustanciales por incendio, excediendo sus límites de diseño. El Plessey Avionics PV1584J basado en cinta fue enviado a la Subdivisión de Investigación de Accidentes Aéreos para su investigación. Solo pudieron extraer tres segmentos del vuelo, una hora durante el vuelo de las Islas Feroe a Stavanger; 12 segundos durante la aproximación a Sørstokken, terminando 43 segundos antes del segmento final, que tiene una duración de 3 segundos, terminando tres segundos antes del final de la grabación. La grabadora de voz de cabina Fairchild A100Sutilizó un medio de almacenamiento de estado sólido. Se envió al mismo laboratorio, pero no se pudieron recuperar datos allí debido a daños por fuego en la placa de circuito. Sin embargo, cuando se envió al fabricante, pudieron aplicar reparaciones para recuperar con éxito el contenido. Los archivos de sonido se enviaron a la Junta de Investigación de Accidentes de Finlandia, que pudo establecer una línea de tiempo y que la palanca del spoiler se había configurado correctamente.
Toda la comunicación en cabina estuvo estrictamente relacionada con el vuelo y se llevó a cabo una gestión adecuada de los recursos de la tripulación. El comandante declaró que creía que la aeronave tenía una velocidad lo suficientemente baja como para haberse detenido si la pista hubiera sido de 50 a 100 metros (160 a 330 pies) más larga. El primer oficial estimó que la velocidad en el tiempo de sobre marcha era de 5 a 10 kilómetros por hora (3,1 a 6,2 mph) y que la aeronave se habría detenido si la pista hubiera sido de 10 a 15 metros (33 a 49 pies) más larga. 
Los seis actuadores de los spoilers se enviaron a las instalaciones de la Royal Norwegian Air Force en Kjeller para su examen. Los exámenes radiográficos confirmaron que todos estaban en una posición cerrada y bloqueada. Se realizó una simulación en un simulador de vuelo para ver si, dadas las condiciones, un 146 podía aterrizar en Sørstokken sin spoilers operativos. Concluyó que esto sería posible con una pista seca, pero no si está mojada. Aviation Engineering llevó a cabo una investigación exhaustiva del sistema de spoiler y publicó sus hallazgos el 10 de mayo de 2011. La AIBN rápidamente comenzó a trabajar a partir de la hipótesis de que los spoilers no se desplegaron e investigó tres causas posibles: una falla mecánica en la palanca, una falla en dos microinterruptores de la palanca de empuje y un disyuntor abierto en el sistema del spoiler de elevación. En este último habría sido necesario que fallaran dos de cuatro, aunque uno podría haber fallado sin ser detectado. 
La comisión encontró que la aproximación y el aterrizaje fueron normales con variaciones naturales pero que los spoilers no se desplegaron cuando el piloto tiró de la palanca. No se encontró ninguna conclusión sobre la causa, aunque la comisión creía que debía haber sido una falla mecánica en el mecanismo de la palanca del alerón o una falla en dos de los cuatro microinterruptores de la palanca de empuje. Los pilotos recibieron una advertencia de la falla del despliegue y también notaron la falta de retardo suficiente, pero no conectaron los dos problemas y se centraron en cambio en los frenos de las ruedas. Los pilotos percibieron que no frenarían a tiempo y activaron el sistema de frenada de emergencia. Este sistema pasa por alto el sistema de frenos antibloqueo y puede bloquear las ruedas por completo. En este incidente las ruedas se bloquearon y los neumáticos se calentaron rápidamente debido a la fricción con la superficie de la pista. El caucho calentado crea una capa de vapor entre los neumáticos y la pista, lo que reduce significativamente aún más la eficacia del sistema de frenado y agrega aproximadamente un 60% a la distancia requerida para detenerse. La falta de ranuras en la pista fue decisiva para que se produjera el hidroplaneo. Se estimó que la aeronave viajaba a una velocidad de 15 a 20 nudos (28 a 37 km/h; 17 a 23 mph) en el momento del exceso de velocidad. Si se hubiera producido un frenado óptimo, la aeronave probablemente se habría detenido en la pista. El daño masivo no fue causado por el desbordamiento como tal, sino por las fuertes pendientes al costado de la pista. 
Además, la comisión descubrió que el incendio fue causado por una fuga de combustible provocada por un cortocircuito que se entendió hasta los tanques de combustible. El suministro de oxígeno abundante fue proporcionado por un motor que aún estaba en marcha. Todas las personas a bordo tenían posibilidades de sobrevivir, pero esa evacuación rápida y correcta fue decisiva para su supervivencia. Aunque el equipo de bomberos llegó rápidamente a la escena, se vieron obstaculizados por el terreno, lo que impidió una contención eficiente del fuego durante el período crucial de evacuación. Se encontró que la aeronave y la tripulación estaban en condiciones, en condiciones de volar y certificadas. No se disponía de formación o procedimientos en caso de que los spoilers no se desplegaran, y que estos podrían haber evitado el accidente. La geografía física del aeropuerto y la falta de seguridad adecuada fueron determinantes en el desenlace del accidente. 